# Sarahsarà
Sarahsarà è un film italiano del 1994 diretto da Renzo Martinelli.

## Trama
Sarah, una ragazzina sudafricana, perde la mobilità di una gamba a seguito della traumatizzazione di un nervo durante una banale iniezione.
Sarah cresce discriminata, non solo perché di colore, ma anche per la sua menomazione. Per fortuna incontra Gershe, il signore che in Namibia rincorse l'ambulanza su cui era stata caricata lei, da piccolina.
Gershe faceva lo scrittore ma prima ancora era stato un insegnante di nuoto; Sarah zoppica, ma riesce a farsi valere grazie ad una capacità di nuoto superiore rispetto a quella delle altre bambine.
Sarah viene discriminata anche quando le viene impedito di partecipare ad una gara internazionale, la Capri-Napoli, ma Gershe fa di tutto per farla partecipare.
Con l'omicidio del padre, a seguito di una rapina in casa, Sarah è ancora più traumatizzata ma non si dà per vinta: clandestinamente partecipa alla Capri-Napoli, arrivando seconda tra lo stupore di tutti compresa la madre, che non aveva mai smesso di incoraggiarla. Riceve anche il trofeo dal campione americano, che era arrivato al primo posto, e diventa una campionessa di nuoto.

## Produzione
Alla sceneggiatura ha collaborato la scrittrice Nadine Gordimer, Premio Nobel per la letteratura nel 1991.